# Neocaridina davidi
La Neocaridina davidi es una especie de gamba de agua dulce bastante popular en acuariofilia. La coloración natural de la gamba es verde-marrón, sin embargo, la variedad de color rojo (var. red, cherry shrimp o gamba cereza) es la más común en acuarios. La intensidad de la coloración de las gambas adultas, obtenida mediante selección artificial, determina su precio de venta y la calidad (clasificación). Esta calidad es una característica puramente estética, ya que el tamaño, el comportamiento y otras características del animal en las distintas variedades son muy parecidas.

## Otros nombres
Neocaridina heteropoda (descartado por sinonimia en 2013) y Neocaridina denticulata sinensis (descartado por sinonimia a partir de 2006). Dependiendo del país y de la selección de color se la conoce como "gamba cereza", "cherry shrimp", "red cherry", "Fire-Zwerggarnele", "Red-Cherry-Garnele", "yellow shrimp", "green Chekia", "neocaridina azul", etc.

## Descripción morfológica
Tiene el cuerpo claramente dividido en dos zonas: abdomen y cefalotórax. El cuerpo adquiere una forma cilíndrica y con diez patas situadas en el cefalotórax, el cual es de bastante mayor tamaño que el abdomen. El tamaño ronda los 2-2,5 cm. La variedad salvaje de esta especie posee poca pigmentación como norma general, siendo habitualmente de tonos verdes y marrones, y en algunos casos levemente azul, aunque al tener pocos pigmentos, estas tonalidades son difícilmente identificables, y por tanto estéticamente es una variedad con no demasiado valor.

## Origen de la especie
Tanto la variedad salvaje como las distintas selecciones de color proceden de Asia. 

## Diferencias sexuales
En esta especie es bastante sencillo identificar las hembras, ya que desde muy temprana edad se puede apreciar una pequeña mancha normalmente amarilla en la parte trasera del cefalotórax, que indica que ese ejemplar está "preovando", y por tanto es una hembra. En estado adulto, alcanzan un mayor tamaño que los machos, y en todas las variaciones de color, las hembras siempre poseen mayor cantidad de pigmentos y por tanto un color más llamativo.

## Variaciones de color/forma
La variedad salvaje de esta especie posee poca pigmentación, y por tanto, las tonalidades de color son muy sutiles. Estas tonalidades pueden ser marrón, verde y azul, principalmente. En este punto, hay que hacer especial hincapié en diferenciar "coloración salvaje" de lo que sería un "ejemplar salvaje", ya que un ejemplar puede tener una coloración similar a la de un ejemplar salvaje, pero en cambio, procede de una degradación por una mala selección de un grupo de gambas rojas; este ejemplar sería muy distinto de lo que sería un ejemplar salvaje, cogido directamente de su biotopo, lo que en un pez se correspondería con un F0. 
En cuanto al resto de variaciones de color, podemos destacar la variedad de color rojo, que es la más común de todas, y conocida habitualmente como "Red Cherry". Otras variaciones de color conocidas, son la amarilla "Yellow Shrimp", la verde "Green Chekia", la azul "Neocaridina Blue", la naranja "Orange Shrimp"; estas nomenclaturas pueden llevar a confusión a los aficionados, ya que no indican realmente la variedad de gamba que es; de este modo, podemos encontrarnos con que una "Orange Shrimp" puede ser una Neocaridina Davidi naranja, aunque al mismo tiempo bajo el nombre de "Orange Shrimp" podemos encontrarnos también a la Caridina Propinqua. 
Realmente todo el que haya mantenido esta especie, incluso partiendo de la variedad roja, podrá haber encontrado probablemente ejemplares con coloraciones anaranjadas, rosadas, rojo más intenso (cereza), etc.
Una mutación que nos podemos encontrar en todas las variaciones de color, es la presencia de una franja longitudinal en la parte posterior de la gamba. Esta franja suele ser de una tonalidad distinta al resto, siendo más visible en las hembras. En determinados casos se ha conseguido eliminar esta franja, consiguiendo ejemplares espectaculares, completamente rojos. En Alemania, a esta variación se la denomina a veces "Red Fire", aunque este nombre también se aplica a otras variedades.

## Alimentación
Como todas las variedades de gambas, son carroñeras, y siempre comerán deshechos, restos de comida, algas, hojas en descomposición, etc. Teniendo en cuenta que el tamaño de las crías es bastante grande (en comparación con otras especies), no tenemos que tener especial atención en la alimentación de las crías. Con cualquier papilla a base de verduras y algo de proteína animal, comida para peces tropicales, spirulina, y hojas de almendro indio... tenemos solventada de sobra la alimentación de esta especie. Como con todas las gambas, tenemos que facilitar una fuente importante de infusorios, que podemos propiciar teniendo amplias zonas con distintos tipos de musgos y similares (briofitos).

## Particularidades de la especie
Como todas las gambas, es especialmente sensible a cualquier tipo de cambio en el agua. Teniendo en cuenta este dato, y manteniéndolas en unos márgenes razonables, es una variedad que criará muy fácilmente, de hecho en determinados lugares la describen como una gamba "invasiva".
Los rangos de dureza y temperatura que se dan como óptimos para esta especie son orientativos, si se hace de forma progresiva, consta que pueden vivir a 12 °C si bien, por debajo de 18 °C no se puede asegurar que se reproduzcan, por arriba, pueden vivir por encima de 30 °C, siempre que tenga una buena oxigenación el agua, a más temperatura tendrán un metabolismo más rápido. Si el agua de la zona, esta por encima o por debajo de los parámetros óptimos, podemos adaptarlas sin necesidad de modificar el agua, que se sepa pueden vivir a GH 1-20 y Kh 1-20, se recomienda no salirse del rango óptimo, para las líneas de color más seleccionadas.

## Especies con las que puede hibridar
La única variedad "común" con la que se han descrito determinados casos de hibridación es con la Neocaridina cf. zhangjiajiensis (White Pearl), aunque al mismo tiempo son muchos los aficionados que mantienen estas dos variedades sin ningún problema de hibridación.
Algo que no hay que confundir con la hibridación, es mezclar distintas coloraciones de la misma variedad. Para intentar conservar una coloración determinada, seleccionaremos únicamente una variedad de Neocaridina Davidi para cada acuario, ya que si mezclamos más de una coloración, acabaremos perdiendo las coloraciones de origen.

## Galería

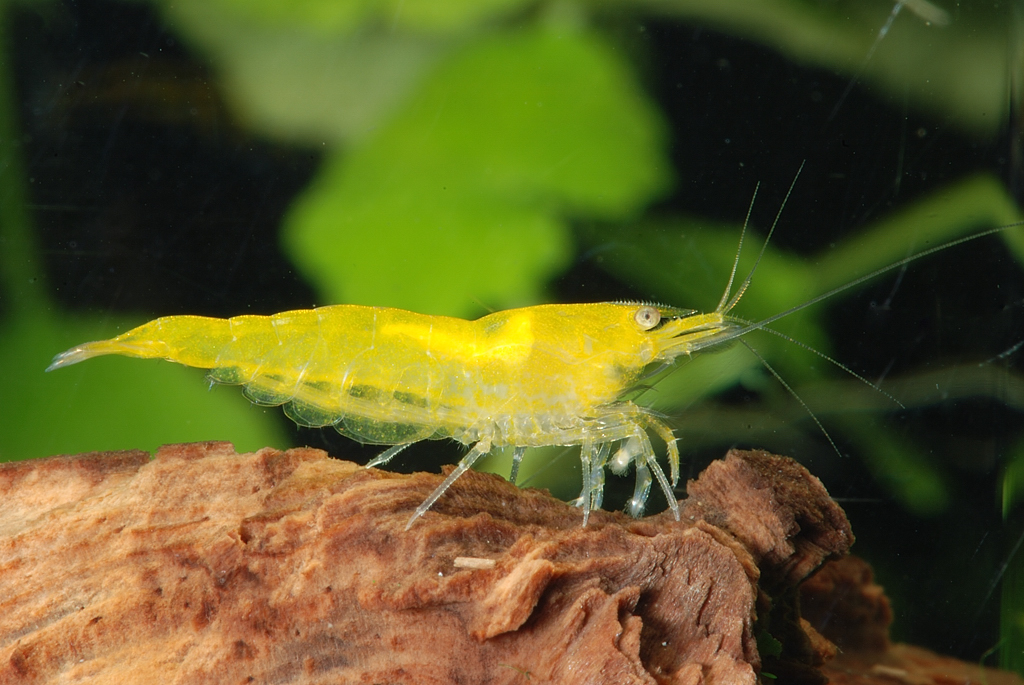
Neocaridina davidi var. yellow.
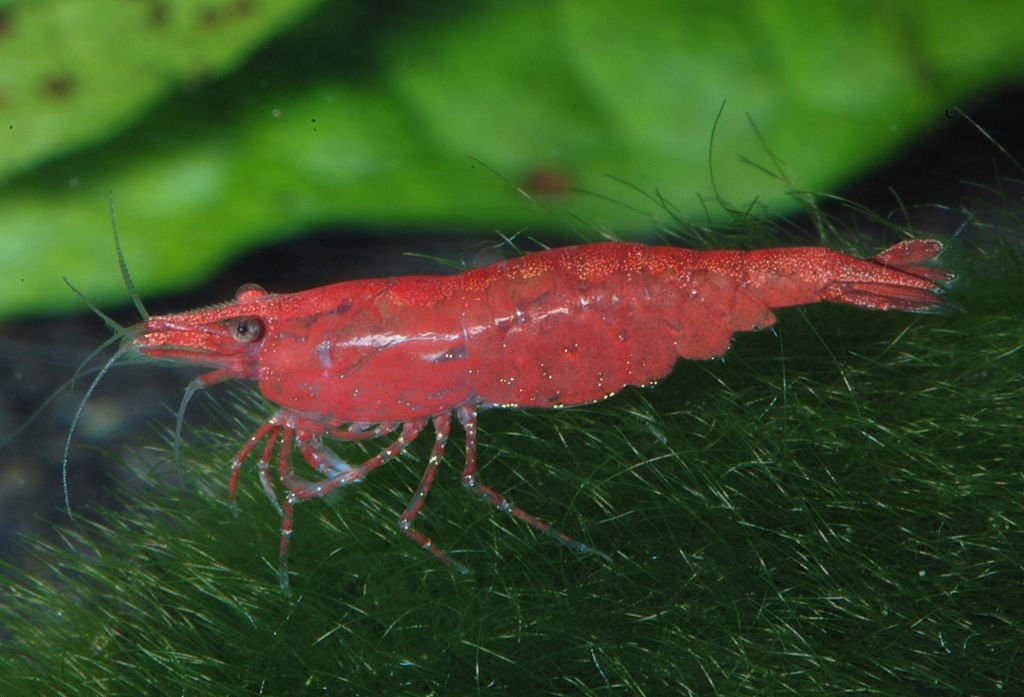
Neocaridina davidi con huevos.
- Neocaridina davidi var. Sakura